# Impatiens procumbens
Impatiens procumbens är en balsaminväxtart som beskrevs av Adrien René Franchet. Impatiens procumbens ingår i släktet balsaminer, och familjen balsaminväxter. Inga underarter finns listade i Catalogue of Life.